# Cấu trúc đô thị

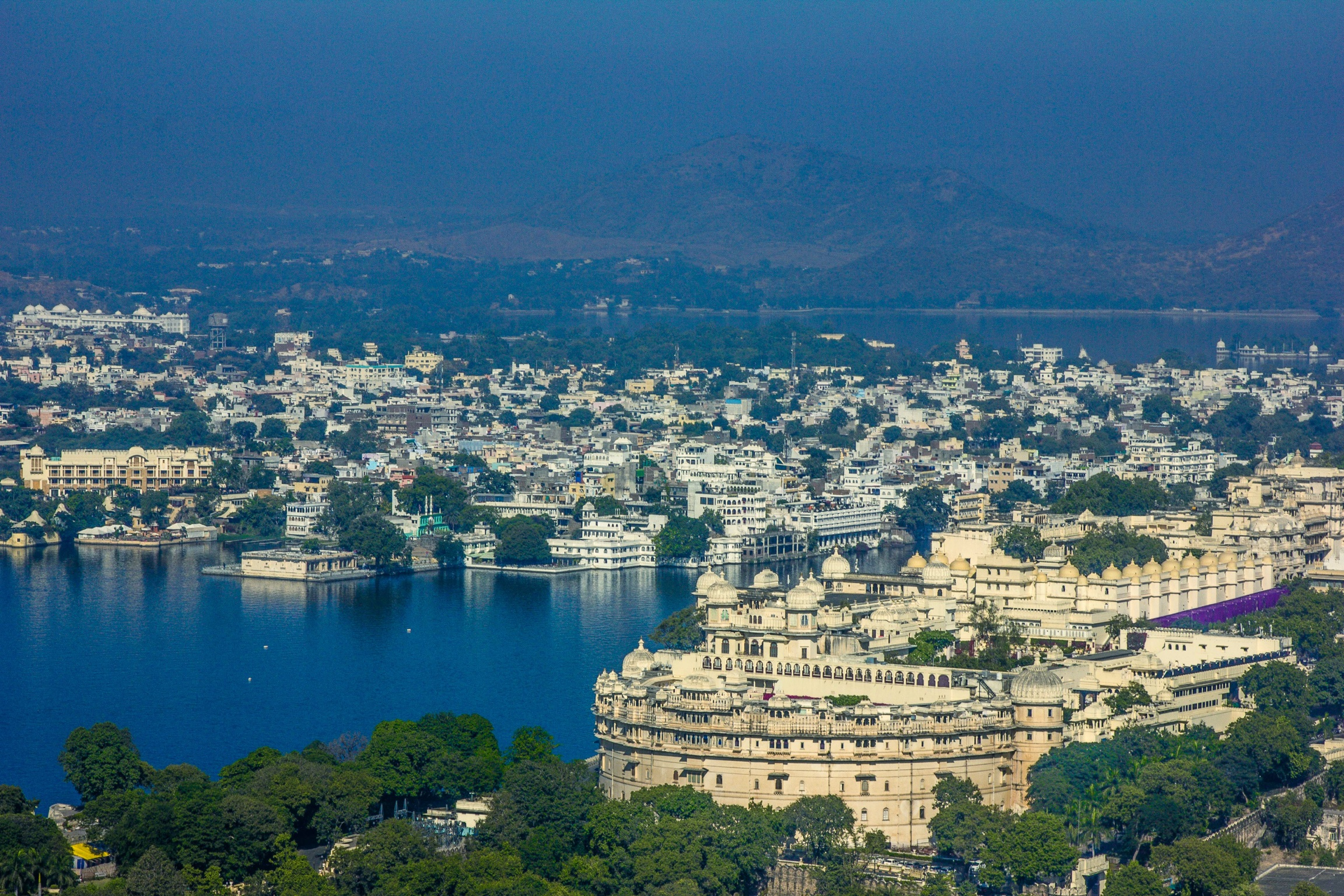
Cấu trúc đô thị Udaipur nhìn từ xa

Cấu trúc đô thị (Urban structure) là sự sắp xếp, bố trí, quy hoạch sử dụng đất (hệ số sử dụng đất K) trong khu đô thị, hay nói cách khác là việc sử dụng đất của một thành phố được hoạch định quy cũ như thế nào. Các Nhà quy hoạch đô thị, nhà kinh tế và nhà địa lý đã phát triển một số mô hình giải thích nơi những cư dân và doanh nghiệp khác nhau có xu hướng tồn tại trong môi trường đô thị. Cấu trúc đô thị cũng có thể đề cập đến yếu tố Cấu trúc không gian đô thị (Urban spatial structure) liên quan đến việc sắp xếp công cộng và không gian riêng tư trong thành phố cũng như mức độ khả năng kết nối và khả năng tiếp cận.

## Đại cương
Cấu trúc đô thị là bộ khung góp phần quan trọng trong việc hình thành và phát triển đô thị. Đô thị được xem như là một hệ thống và mỗi hệ thống luôn gắn liền với hình thức tổ chức nhất định của các khu chức năng. Mỗi một đô thị cần có một cấu trúc đô thị nhằm định hướng phát triển đô thị theo một nguyên tắc đảm bảo sự cân đối hài hòa các thành phần của đô thị. Cấu trúc đô thị chính là bộ khung góp phần quan trọng trong việc hình thành và phát triển đô thị. Thành phần cấu tạo nên cấu trúc đô thị bao gồm: Hệ thống giao thông đô thị và Hệ thống các khu chức năng trong đô thị (các đơn vị chức năng đô thị được bố trí thành hệ thống). Cấu trúc đô thị có vai trò quyết định các giải pháp quy hoạch các thành phần đất đai đô thị và hướng đến sự phát triển lâu dài và bền vững cho đô thị. Vai trò của hệ thống giao thông được xác định là bộ khung của đô thị, dựa vào nó, các khu vực chức năng đô thị được bố trí gắn kết với nhau, giữ vai trò liên kết giữa các khu vực chức năng, vừa giữ vai trò giới hạn các khu vực này. Khả năng định hướng và lựa chọn vị trí các khu vực chức năng như khu trung tâm, các công trình dịch vụ, các khu công nghiệp sản xuất đều được nghiên cứu trên sự thuận lợi của hệ thống giao thông.

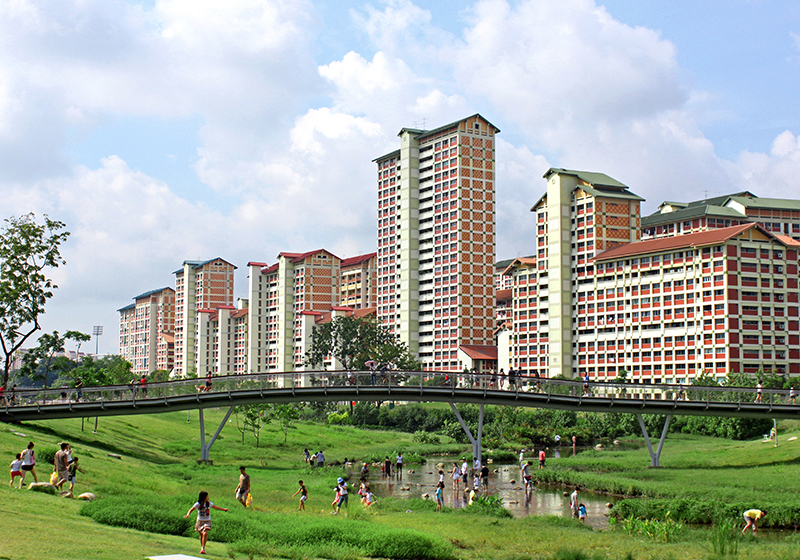
Khu nhà tập thể ở Công viên Bishan-Ang Mo Kio

Giải pháp thiết kế các khu vực chức năng đều chịu ảnh hưởng của hệ thống giao thông:
- Khu nhà ở (khu dân cư): mô hình ở, loại hình nhà, các công trình dịch vụ công cộng đều phụ thuộc vào mạng lưới đường đô thị.
- Khu vực trung tâm (Trung tâm thành phố, quận nội thành): bố cục tầng cao, không gian quảng trường, bãi đậu xe, khu vực tiếp cận  được nghiên cứu dựa trên giải pháp giao thông đô thị.
- Khu công nghiệp - sản xuất: các cụm nhà máy, vị trí nhà kho, sân bãi, khu xử lí chất thải chịu tác động của hệ thống giao vận tải đô thị.

Cấu trúc đô thị là bộ khung hạ tầng kỹ thuật để bảo đảm cho chức năng hạ tầng xã hội đô thị hoạt động hiệu quả. Hạ tầng xã hội đô thị được hiểu là hệ thống các công trình phục vụ cho những nhu cầu và dịch vụ của cư dân, của bộ máy hành chính và các cơ sở sản xuất. Hệ thống công trình này bao gồm hành chính, y tế, giáo dục, văn hóa, thể thao, du lịch, dịch vụ thương mại, mảng cây xanh, công viên và các công trình khác (trừ các công trình hạ tầng kỹ thuật đô thị), được tổ chức cân đối và liên kết với nhau trong không gian đô thị. Việc đáp ứng các nhu cầu hạ tầng kỹ thuật như đi lại, giao thông, cấp nước, thoát nước, cấp điện là những nhu cầu vật chất quan trọng, các nhu cầu về hạ tầng xã hội như học tập, chữa bệnh, văn hóa, thể thao là những nhu cầu cần thiết.

## Chiến lược
Hạ tầng xã hội là một căn cứ quan trọng  hình thành cấu trúc chức năng, như linh hồn tạo dựng nên đô thị phát triển. Quy hoạch đô thị và hạ tầng xã hội được liên kết với các hoạt động nghiên cứu – lập quy hoạch – quản lý đầu tư – khai thác đô thị. Các hoạt động này được thực hiện trong một chuỗi thống nhất, nhằm nâng cao hiệu quả chất lượng của đồ án quy hoạch. Quy hoạch công trình hạ tầng xã hội cần xác định được mô hình liên kết giữa hạ tầng xã hội với các chức năng khác trong đô thị. Xác định được các vùng chức năng chính, đề xuất được các yêu cầu, chỉ tiêu, quy mô công trình hạ tầng xã hội phù hợp với các giai đoạn phát triển đô thị, dự báo quy mô công trình hạ tầng xã hội trên cơ sở chiến lược phát triển hạ tầng xã hội, xác định các công trình đầu mối, mạng lưới, vị trí và quy mô mang tính chất vùng hoặc liên vùng. Việc xây dựng đô thị nén (Compact) và tránh dàn trải là một nội dung quan trọng trong chiến lược đô thị tăng trưởng. Khái niệm về đô thị nén hay nhỏ gọn ra đời trong bối cảnh các thành phố mở rộng dàn trải cùng với bùng nổ của xe hơi.
Yếu tố Thu nhập cá nhân tăng nhanh và tầng lớp trung lưu mở rộng cổ súy cho phong cách sống biệt lập thúc đẩy quá trình đô thị hóa ở ngoại vi (Suburbanization). Sự lan tỏa nhanh chóng của các dự án nhà ở mật độ thấp được hỗ trợ bởi lợi nhuận của ngành bất động sản, xe hơi, và quản lý quy hoạch. Nhiều khu ngoại vi thành phố lớn trở thành các thị trấn chỉ để ngủ được gọi là phố qua đường, phố qua đêm (Bed town, tiếng Nhật: ベッドタウン, Beddotaun) còn dịch vụ ngày càng xa nơi có việc làm. Người dân phải di chuyển ngày càng xa hơn để đi làm với sự lệ thuộc vào xe hơi cá nhân là biểu hiện của các đô thị dàn trải (Urban sprawl). Đô thị hóa dàn trải dựa trên nền tảng xe hơi đã được chứng minh thiếu tính bền vững vì khi kết nối lệ thuộc vào xe ô tô cá nhân gây ách tắc giao thông tại các cửa ngõ trung tâm và các trục chính. Các khu đô thị ngoại vi mật độ ở thấp làm tăng cự ly di chuyển, tăng phát thải khí nhà kính và khí gây ô nhiễm môi trường, tăng chi phí xã hội do tắc nghẽn, tốn kém nhiên liệu.
Các khu vực được nén thường là trung tâm dịch vụ, dọc hành lang giao thông công cộng nơi có thể khai thác phương thức đi lại phi cơ giới như đi bộ và xe đạp, dành thêm không gian công cộng, cho cây xanh, và mặt nước, tăng khả năng tiếp cận đến tự nhiên, tạo điều kiện để tạo sự đa dạng trong hệ sinh thái định cư, đem nhiều việc làm đến gần chỗ ở. Đô thị càng lớn và nén càng cao ở trung tâm cần có vùng ngoại vi càng rộng để dự trữ nước (hồ điều hòa), để làm nông nghiệp đô thị, và không gian sinh thái rừng và đất ngập nước đảm bảo cân bằng sinh thái. Mức độ nén ở khu vực trung tâm cần đi kèm với không gian công cộng. Các khu vực chức năng như trung tâm thương mại, nhà ở, đầu mối giao thông, kho vận logistics, hay khu công nghiệp cần chỉ số nén về xây dựng là hệ số sử dụng đất chứ không đo bằng dân số. Khu trung tâm (CBD) có thể kết hợp ở và mức độ nén cần cao để phục vụ kinh doanh nhưng cũng cần nhiều không gian dành cho giao thông và công trình công cộng.
Tỷ lệ nén ở khu vực trung tâm có mật độ cao phụ thuộc vào năng lực hệ thống hạ tầng giao thông và vận tải hành khách công cộng. Mô hình nhà ở có tác động lớn tới mức độ nén tổng thể của đô thị, cách thức xây dựng nhà ở có tác động lớn tới mật độ xây dựng. Các dự án bất động sản ở ngoại ô thường đầu tư theo cơ hội (theo phạm vi dự án) chủ yếu để giao dịch bất động sản (mua đi bán lại, phân lô bán nền) nên các khu đất bên ngoài ít có nhu cầu kết nối với làng xóm cũ và để lại nhiều diện tích xen kẹt, hay tranh chấp. Với sự lên ngôi của xe hơi, các thành phố mất dần cấu trúc nén cùng đường cao tốc và phòng cách sống ngoại vi biệt lập. Khi các đô thị tổ chức lại theo phương thức tiếp cận việc làm và dịch vụ, mỗi đô thị sẽ có các giới hạn về cấu trúc không gian gắn với phương tiện chủ lực. Các kết nối gần giúp giảm khoảng cách di chuyển để đáp ứng yêu cầu kết nối xã hội và giảm thiểu ô nhiễm và cải thiện sức khỏe cộng đồng, tháo gỡ nhiều vướng mắc trong tiếp cận đến nơi có giao thông công cộng, đến nơi có dịch vụ, và nhiều vướng mắc khác với sự tổ hợp hệ thống hai cấp gồm các tuyến đường được phục vụ linh hoạt, các tuyến đường xe đạp riêng, làn đường xe máy, các hành lang ưu tiên vận tải công cộng, và chương trình kết nối thẳng không qua trung chuyển, và vai trò của hệ thống Metro.

## Hình ảnh

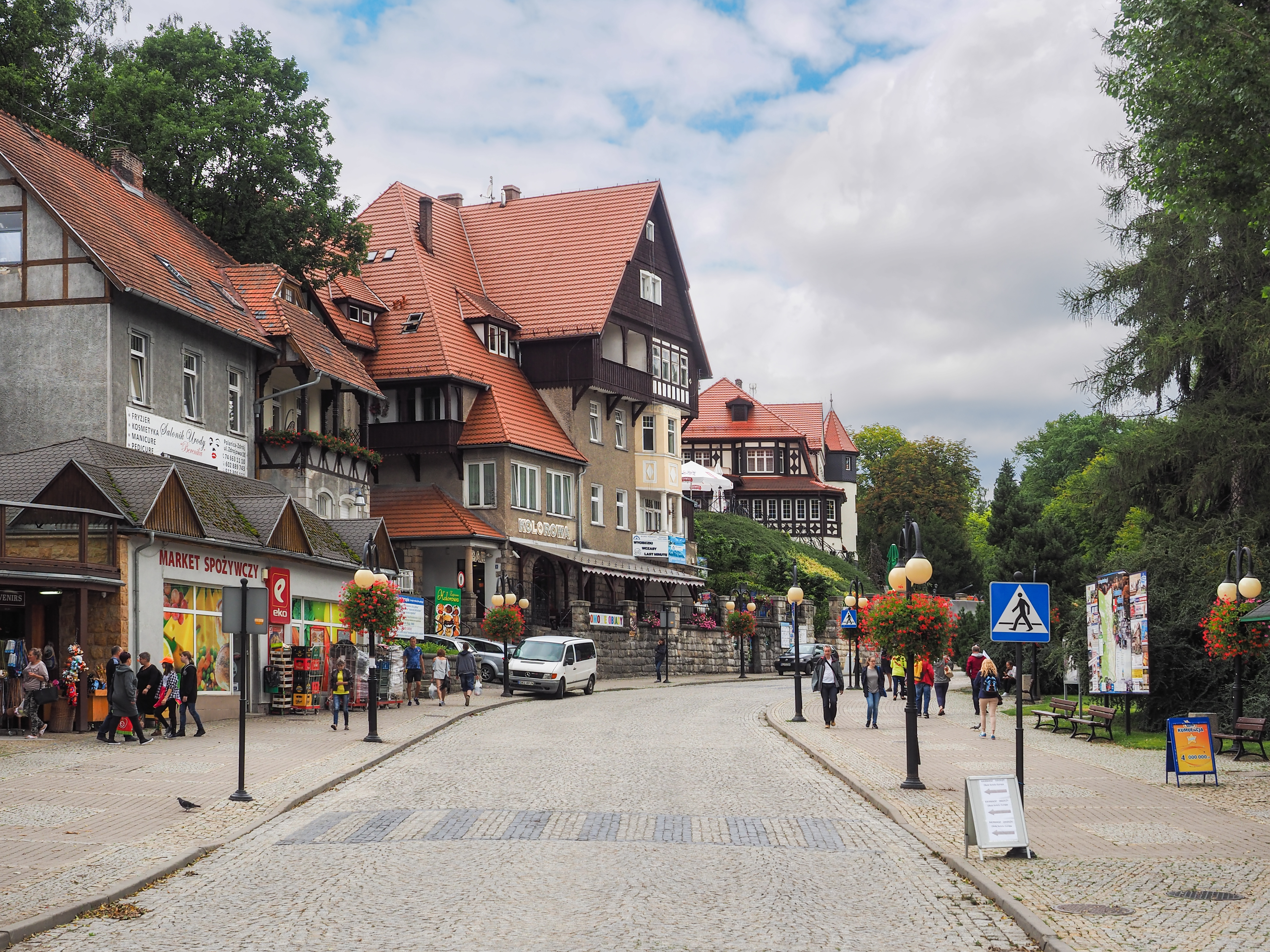
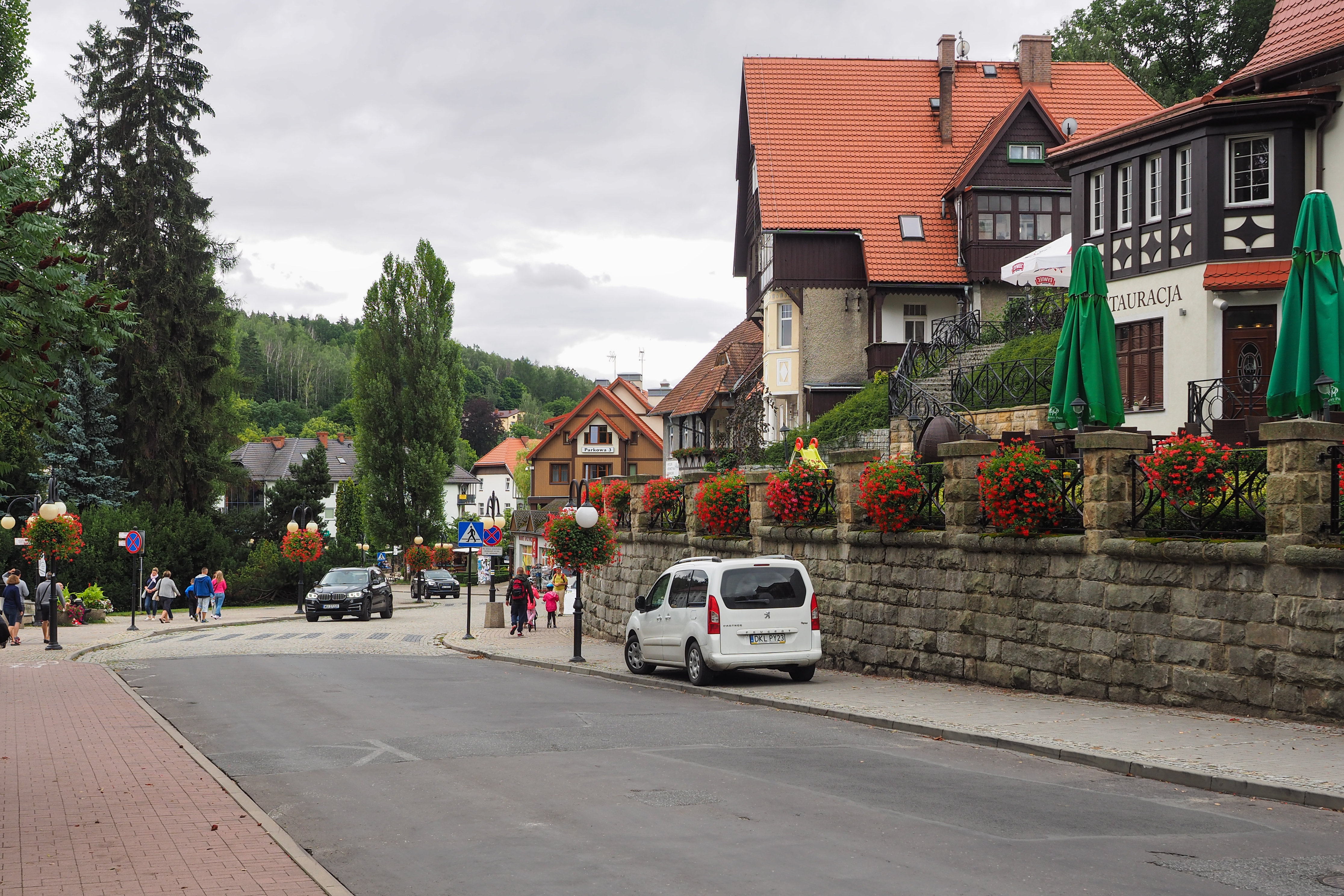
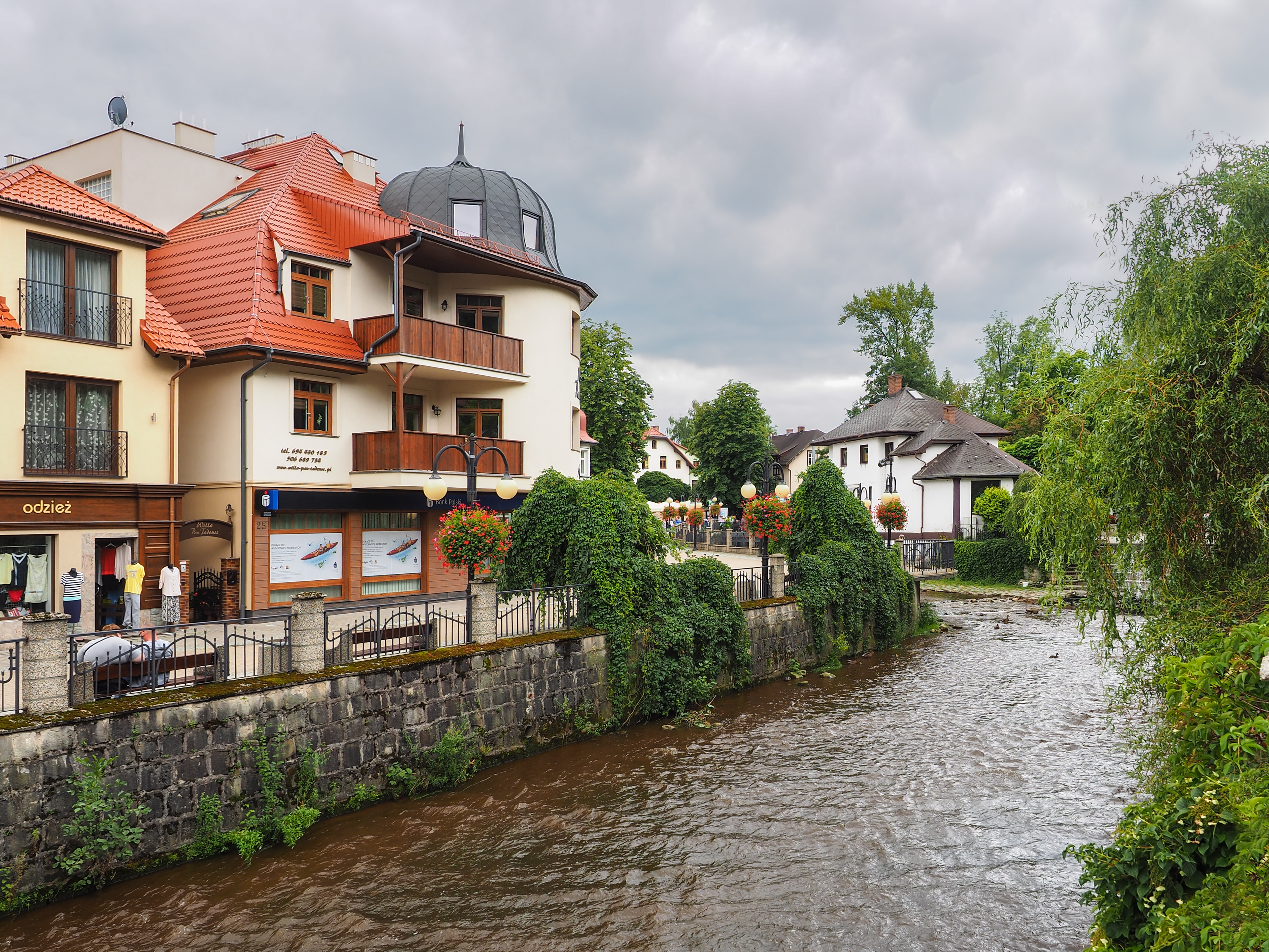
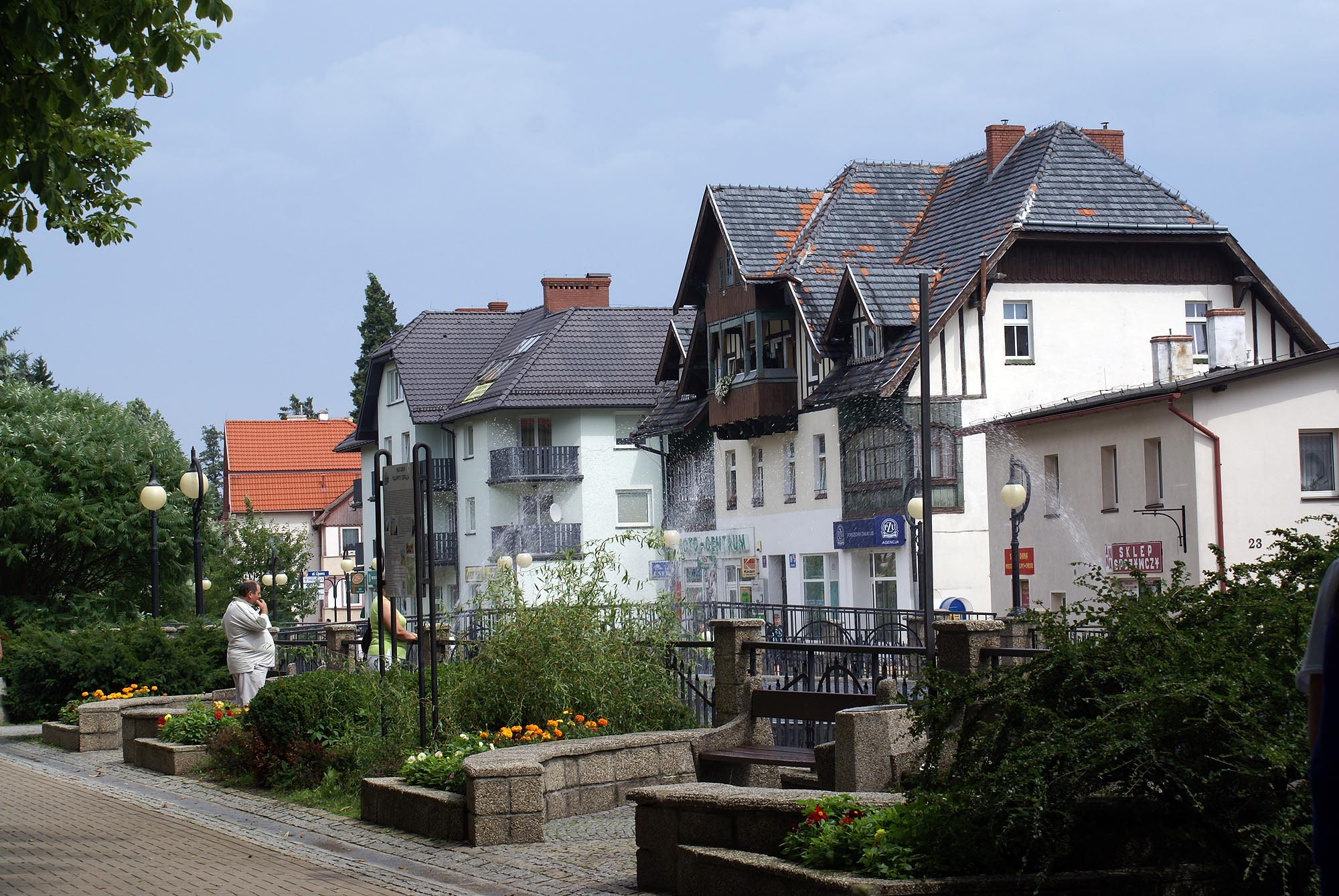
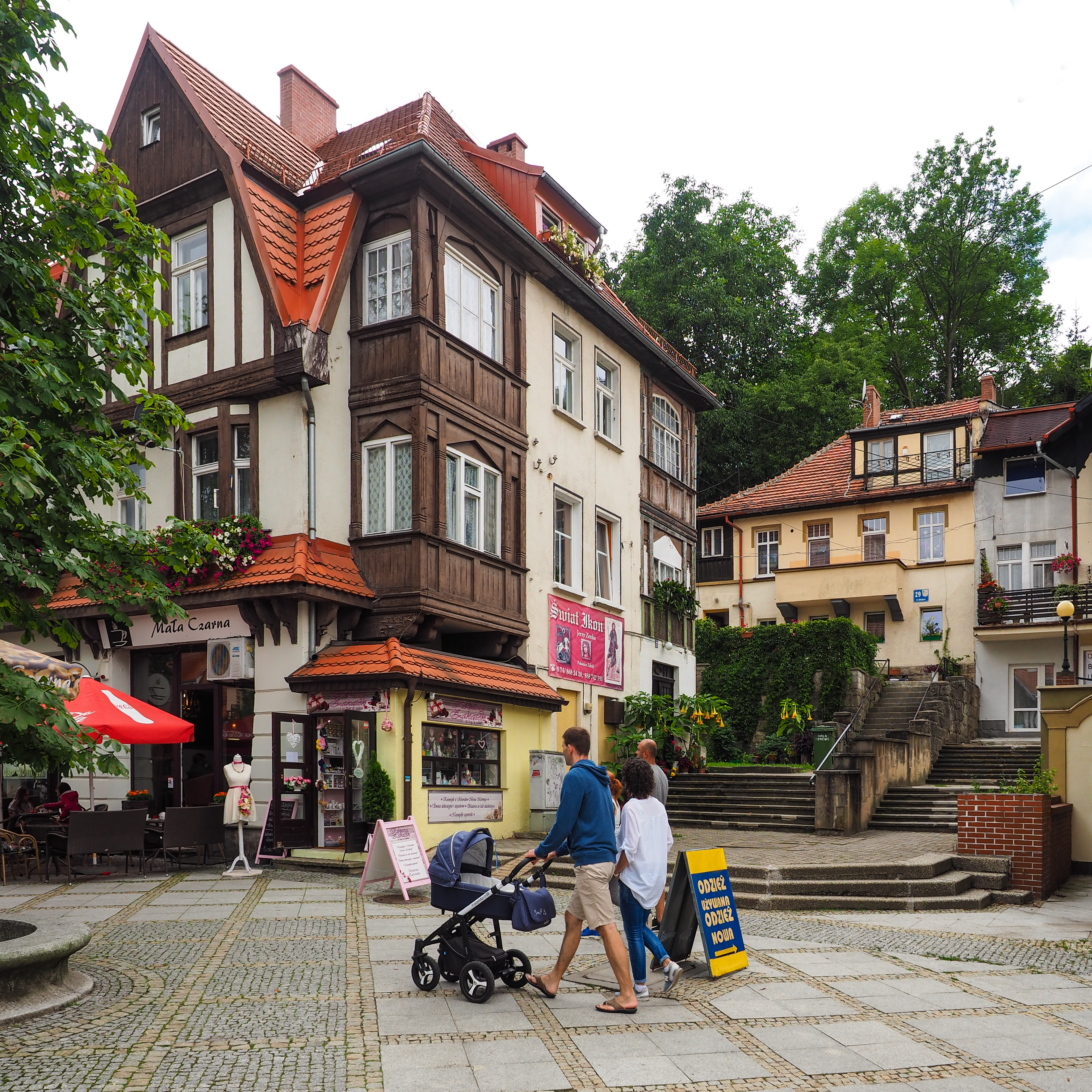
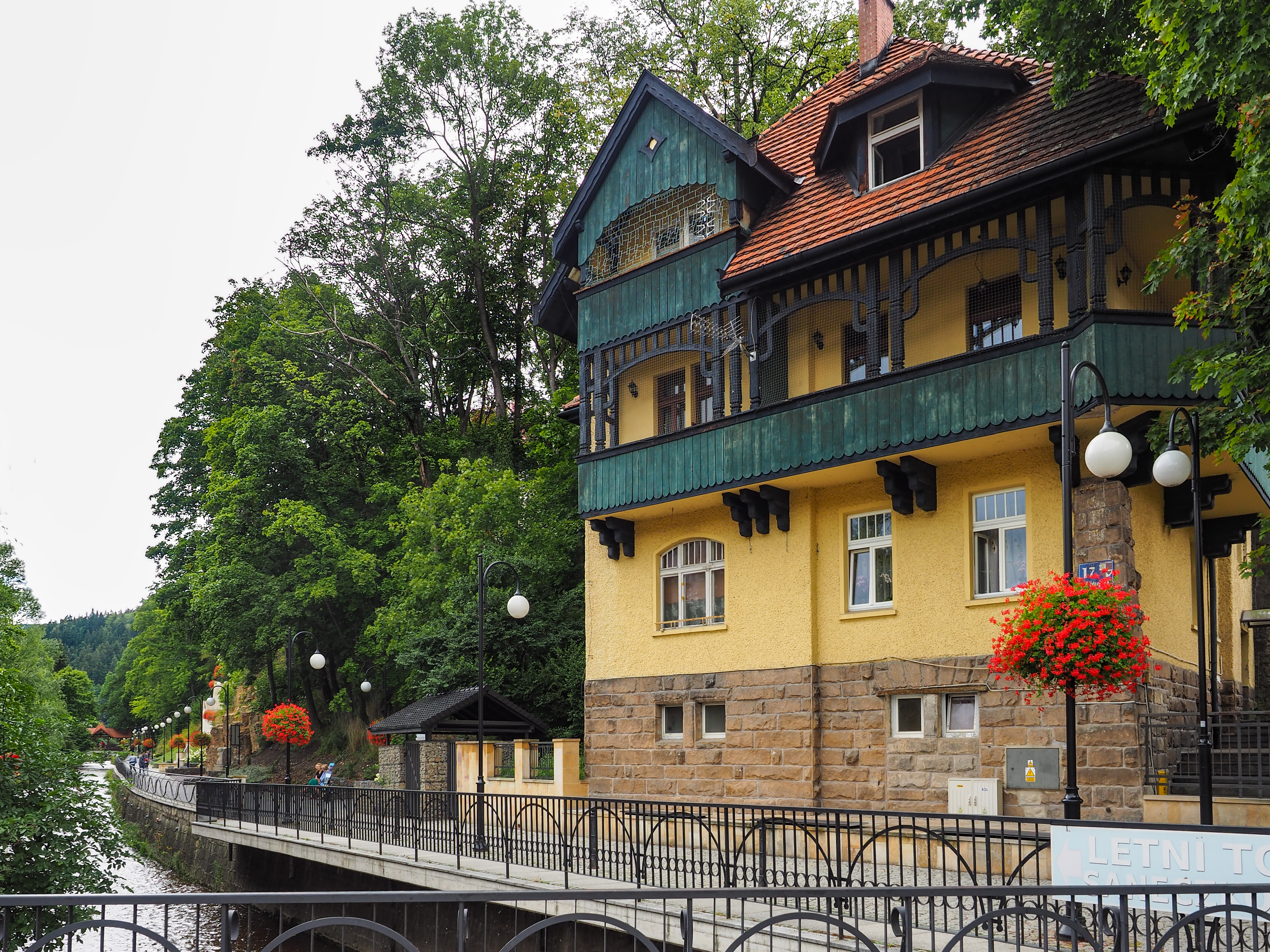
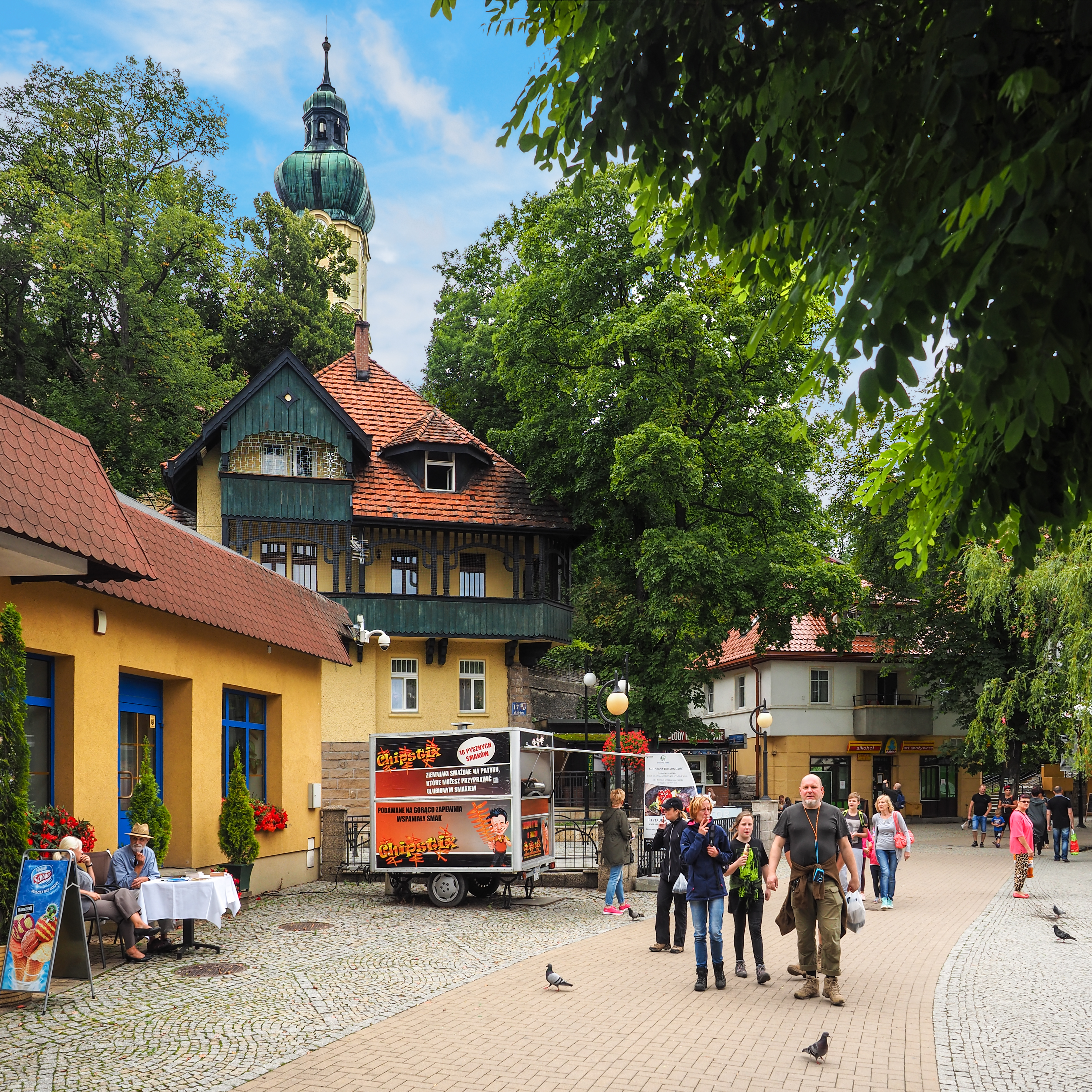
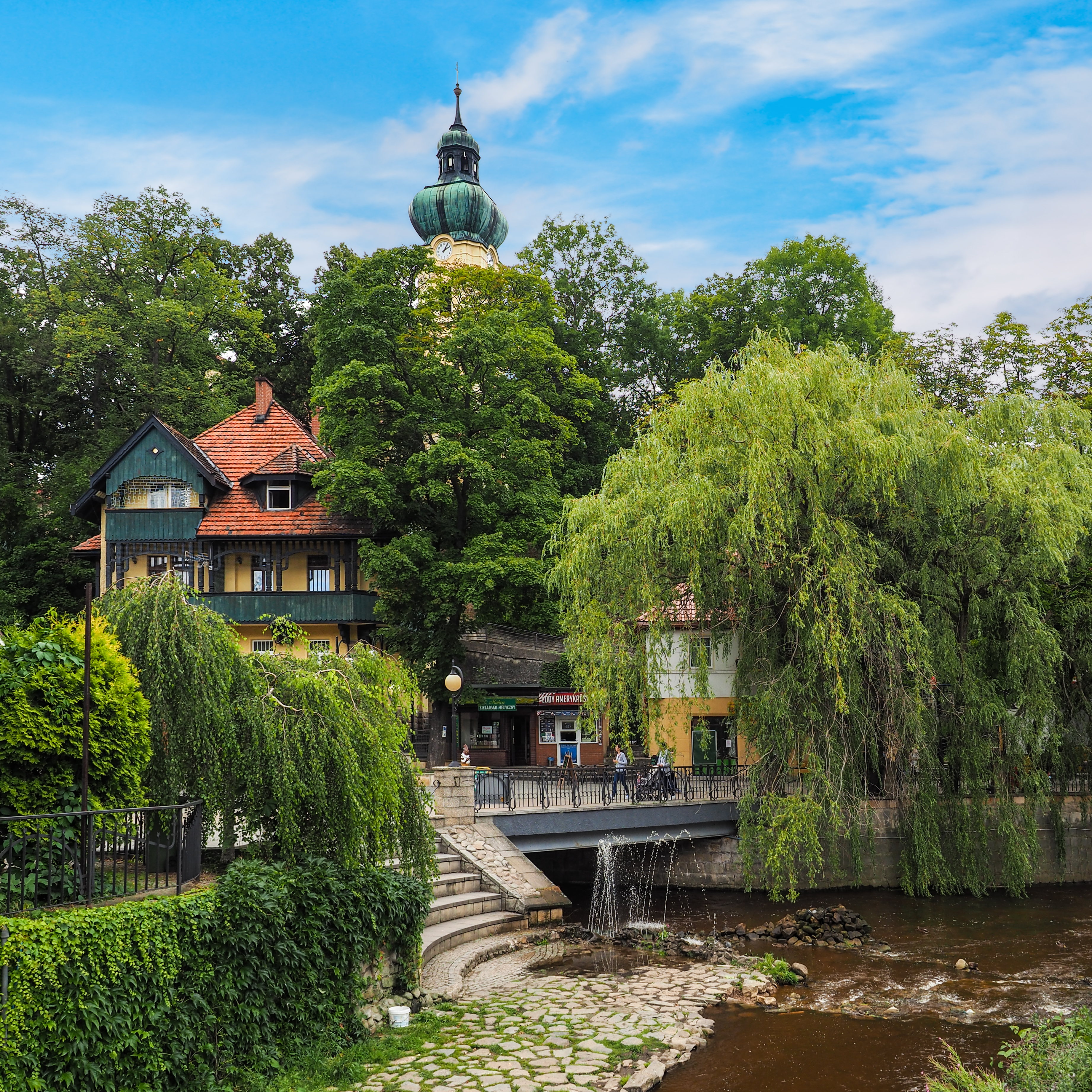